# Twin Tones
Los Twin Tones son una banda mexicana de country and western, originaria de la Ciudad de México.

## Historia
La banda se inicia a finales del 2002 por López (guitarra principal) , Martínez (bajo) , Casasola (batería), Huerta (samplers y órgano) y Gutiérrez (guitarra base). Al principio deciden grabar solo por diversión para regalar discos a sus amigos y familiares. Así es como nació el disco Nación Apache, su primer material discográfico. El sonido fue tan exitoso que decidieron tocar en vivo por primera vez en el Multiforo Alicia, la cual fue su prueba de fuego. Al terminar la euforia y los aplausos de la gente fueron los que los impulsaron a seguir tocando en vivo. Ellos nunca se imaginaron que iban a tener éxito ya que en su disco tenían muchos invitados y no era posible llevarlos a todos a los conciertos por lo cual solo deciden invitarlos en ocasiones especiales.
Después de un tiempo de tocar y hacia finales del 2008 por cuestiones ajenas a la banda, Gutiérrez abandona la banda y los Twin Tones reclutan a Cardeño para sustituir a Gutiérrez y con esta nueva alineación comienzan a grabar un nuevo disco llamado Capello Di Mariachi (sombrero de mariachi en italiano) que salió a la venta en 2009. Fue presentado en el Multiforo Alicia,nominado a los Indie Music Awards y ganador como mejor disco de surf 2009. En este invitan a Montesinos (trompeta), para grabar los éxitos como Capello di mariachi y Trío de mercenarios. 
La alineación se mantiene hasta ahora con los mismos integrantes y se han agregado otra trompeta y a Lucio De los Santos (flautista) con los cuales grabaron su último disco hasta ahora llamado Trío De Mercenarios el cual está compuesto de reversiones de soundtracks spaguetti western como los de Ennio Morricone. También cuentan con contribuciones hacia varios discos como el Surfmex, Brindando a José Alfredo Jiménez y otros más de Grabaciones Alixia, donde se presentan muy continuamente.

## Discografía
- Nación Apache 2003
- Salón Chihuahua  EP 2006
- Capello Di Mariachi 2009
- Trío De Mercenarios 2010
- La Muerte En Mojave 2013
- Super Spy & Western Tones (with Danny Amis) 2014
- Marlowe's Revenge (with Dan Stuart) 2016
- Comcaac (2023)